# 도글라스 (1987년)
지안프리스 도글라스 샤가스 마투스(포르투갈어: Dyanfres Douglas Chagas Matos, 1985년 12월 24일 ~ )는 브라질의 축구 선수로, 포지션은 수비형 미드필더다. 통상 도글라스라고 불리는 그는 현재 일본 J1리그의 가시와 레이솔에서 활약하고 있다.